# Place d'Espagne (Bruxelles)
Pour les articles homonymes, voir Place d'Espagne.
La place d'Espagne (en néerlandais : Spanjeplein) est une place située à Bruxelles, en Belgique.

## Situation
Située au centre de Bruxelles, entre le boulevard de l'Impératrice à l'est et la rue du Marché aux Herbes à l'ouest, la place est entièrement piétonne. Elle recouvre un parking souterrain et est entourée d'immeubles d'inspiration néo-baroque.

## Histoire
La place est créée dans le cadre d'un projet immobilier qui a fait disparaître des parkings situés près de la Grand-Place.
Depuis 2006, la place porte aussi le nom d'un personnage de BD : place Marsupilami (Marsupilami plein).

## Monuments
Le centre de l'espace est occupé par un groupe sculpté représentant Don Quichotte et Sancho Pança, réplique exacte de celui installé sur la place d'Espagne à Madrid. Œuvre de Lorenzo Coullaut-Valera, elle est offerte par la capitale espagnole à la ville de Bruxelles et inaugurée en 1989.
Une statue représentant le musicien hongrois Béla Bartók, œuvre d'Imre Varga est également installée sur la place depuis 1995.

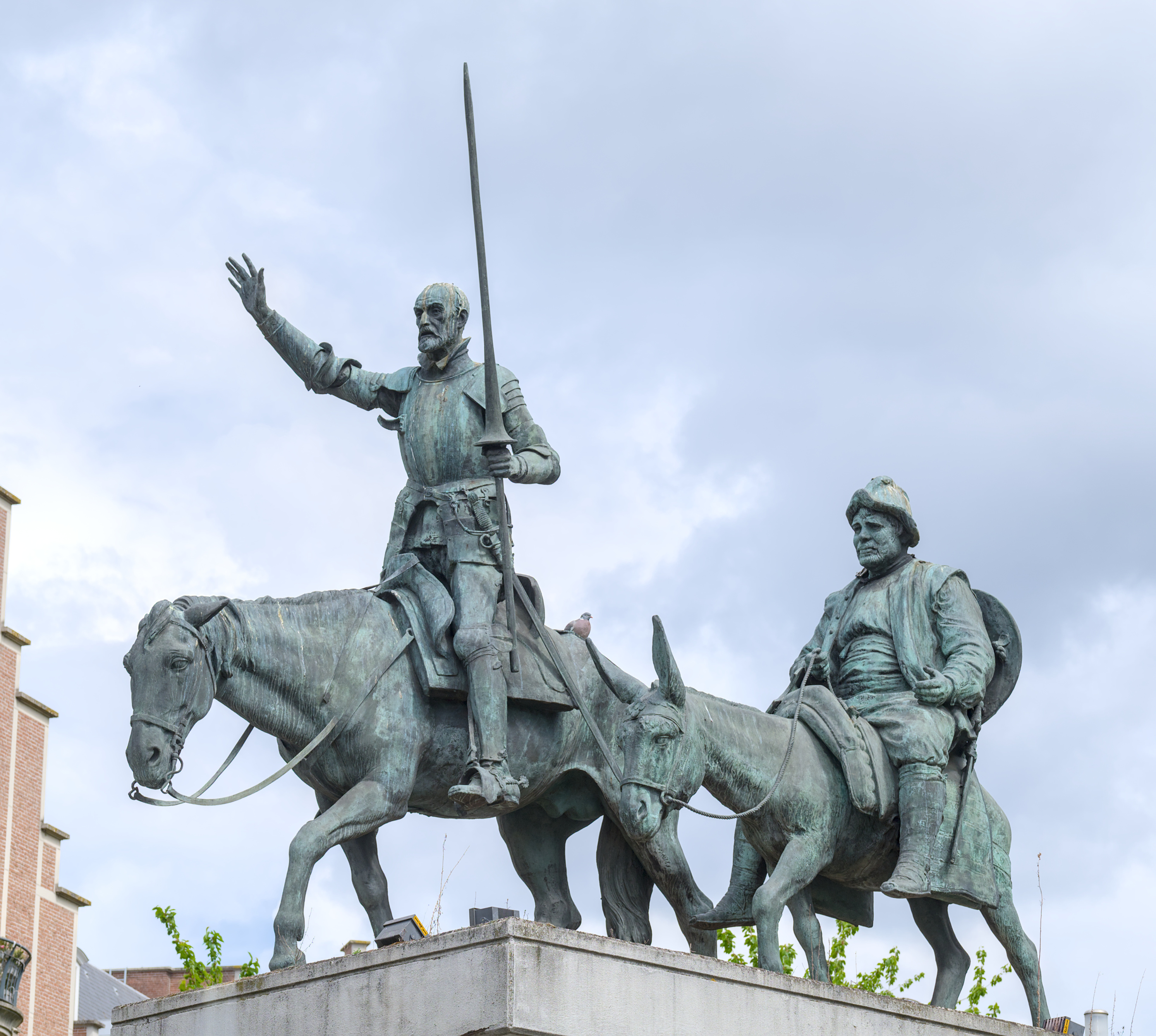
Statue de Don Quichotte et Sancho Pança
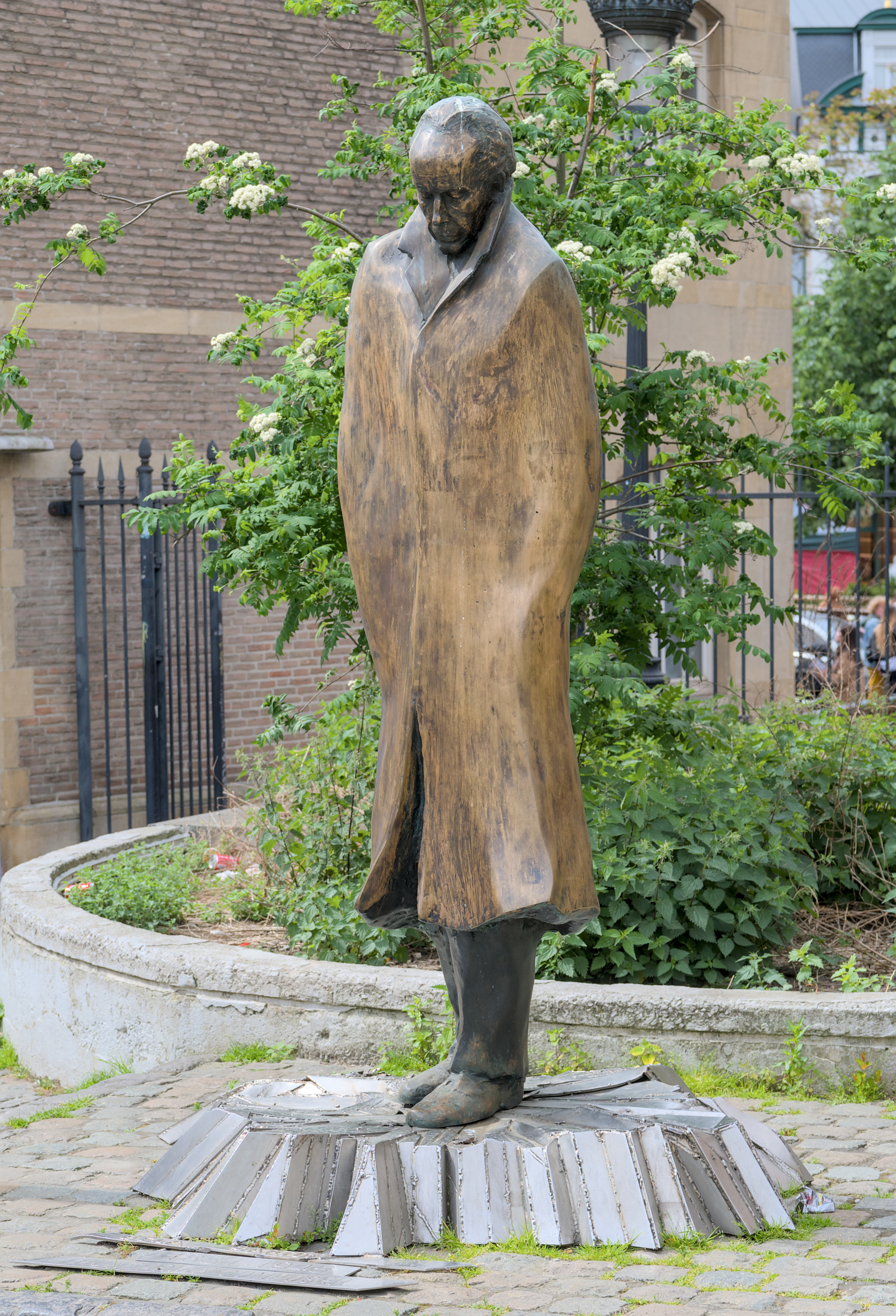
Statue de Béla Bartók

## Sources
- Place d'Espagne sur le site reflexcity.net